# Far from the Madding Crowd (film 1915)
Far from the Madding Crowd è un film muto del 1915 diretto da Laurence Trimble. Girato in Gran Bretagna, aveva come protagonista Florence Turner.
È la seconda versione cinematografica del romanzo omonimo del 1874 di Thomas Hardy dopo il cortometraggio del 1909 prodotto dall'Edison. Nel 1967, John Schlesinger diresse Via dalla pazza folla, remake che aveva come protagonista Julie Christie. Nel 2015 Thomas Vinterberg ha diretto Via dalla pazza folla con Carey Mulligan e Matthias Schoenaerts.

## Produzione
Il film fu prodotto dalla Turner Films. Fu uno dei film prodotti da Florence Turner, l'ex ragazza della Vitagraph, famosa attrice statunitense che si era trasferita per lavoro nel Regno Unito insieme al regista Laurence Trimble con cui girò svariati film.

## Distribuzione
Distribuito dall'Ideal, il film venne presentato in prima a Londra il 16 novembre 1915. Negli Stati Uniti, uscì il 28 febbraio 1916 distribuito dalla Mutual Film.